# Wilhelm Scharpwinkel
Wilhelm Scharpwinkel, född 4 december 1904 i Wanne-Eickel, död 17 oktober 1947, var en tysk promoverad jurist, SS-Obersturmbannführer och Gestapo-chef.

## Biografi
Wilhelm Scharpwinkel studerade rättsvetenskap och promoverades till juris doktor vid Erlangens universitet efter att ha lagt fram avhandlingen Die fiduciarische Sicherungsübereignung von Mobilien. Han avlade sin andra statsexamen i mars 1933.
År 1932 inträdde Scharpwinkel i Nationalsocialistiska tyska arbetarepartiet (NSDAP) och fyra år senare blev han medlem i Gestapo. År 1939 efterträdde han Konstantin Canaris som chef för Gestapo i Leignitz.

### Einsatzkommando 1
Den 1 september 1939 anföll Tyskland sin östra granne Polen och andra världskriget inleddes. I kölvattnet på de framryckande tyska trupperna följde särskilda insatsgrupper, Einsatzgruppen, vilka inom ramen för Operation Tannenberg hade i uppgift att eliminera personer som kunde tänkas leda det polska motståndet, till exempel politiska aktivister, intelligentia och reservister. Adolf Hitler hade för avsikt att utplåna Polens härskarklass för att därmed ”hugga huvudet av den polska nationen”. Därtill inledde insatsgrupperna massmordet på polska judar. Scharpwinkel utsågs i september 1939 till chef för Einsatzkommando 1 inom Einsatzgruppe III. Scharpwinkels insatskommando följde efter 8:e armén under befäl av general Johannes Blaskowitz. I september och oktober 1939 opererade insatskommandot i bland annat Breslau och Łódź.

### Stalag Luft III
Den 24 mars 1944 rymde 76 interner från Stalag Luft III (Stammlager der Luftwaffe), ett tyskt krigsfångeläger i Sagan i dåvarande Oberschlesien. Adolf Hitler blev ursinnig och beordrade att alla fångar som återbördades till lägret skulle skjutas; senare bestämde han att 50 av de 73 gripna skulle skjutas. Scharpwinkel mördade minst 10 av de 50, som bestod av bland annat britter, kanadensare, polacker och australiensare.
Scharpwinkel avled i sovjetisk krigsfångenskap i oktober 1947.